# 韦子粲
韦子粲（？—？），字晖茂，京兆郡杜陵县（今陕西省西安市）人，出自京兆韦氏阆公房，北魏、西魏、东魏、北齐官员。

## 生平
韦子粲的曾祖韦阆是北魏咸阳郡太守，父亲韦隽是都水使者。韦子粲在京兆郡担任功曹史，屡次升任大行台郎中。齐王萧宝夤担任雍州刺史时，韦子粲被引荐为府主簿，转任录事参军。等到萧宝夤谋反，韦子粲与弟弟韦子爽坚决不跟从，一起逃脱。韦子粲与元仲冏、封伟伯等人暗中商量起兵讨伐萧宝夤，计划败露。韦子粲后跟随尔朱天光平定平关右，被赐予长安子的爵位。普泰年间，韦子粲屡次升任中书侍郎。魏孝武帝元修西入关中，韦子粲历行台左丞、南汾州刺史，小弟弟韦道谐担任镇城都督。东魏元象元年，高欢命令贺拔仁讨伐西魏南汾州，正月己卯（538年3月5日），南汾州沦陷。韦子粲和韦道谐都被俘虏，被送到晋阳，获得赦免被释放。韦子粲被任命为并州长史，屡次升任南兖州刺史，北齐天保初年，被封为西僰县男。韦子粲后在豫州刺史任内去世，谥号忠。当初韦子粲兄弟十三人，子侄亲属，全家百口都在西魏，因为韦子粲在城池沦陷后不能为国难而死，家属大多被诛杀，归附东魏获得幸免的只有韦子粲和弟弟韦道谐两人而已。韦道谐与韦子粲一起到了东魏，韦子粲富贵之后，却抛弃了韦道谐，让他另外居住，所得的俸禄丝毫不给，不顾恩义到了如此地步。

## 家庭

### 兄弟
- 韦荣绪，北魏员外散骑侍郎、齐王萧宝夤仪同开府属、兴平男
- 韦荣茂，北魏征虏将军、东秦州刺史
- 韦荣亮，谏议大夫、卫大将军
- 韦子爽
- 韦道谐

### 儿子
- 韦孝謇，唐朝集州刺史[7]

## 延伸阅读
[在维基数据编辑]
 《北齊書/卷27》，出自李百药《北齊書》